# Dichotomanthes tristaniicarpa
Dichotomanthes tristaniicarpa ist die einzige Art der Pflanzengattung Dichotomanthes und gehört zur Untertribus der Kernobstgewächse (Pyrinae) innerhalb der Familie der Rosengewächse (Rosaceae). Sie kommt mit drei Varietäten nur in Höhenlagen zwischen 1300 und 2500 Meter in den chinesischen Provinzen Sichuan und Yunnan vor.

## Beschreibung

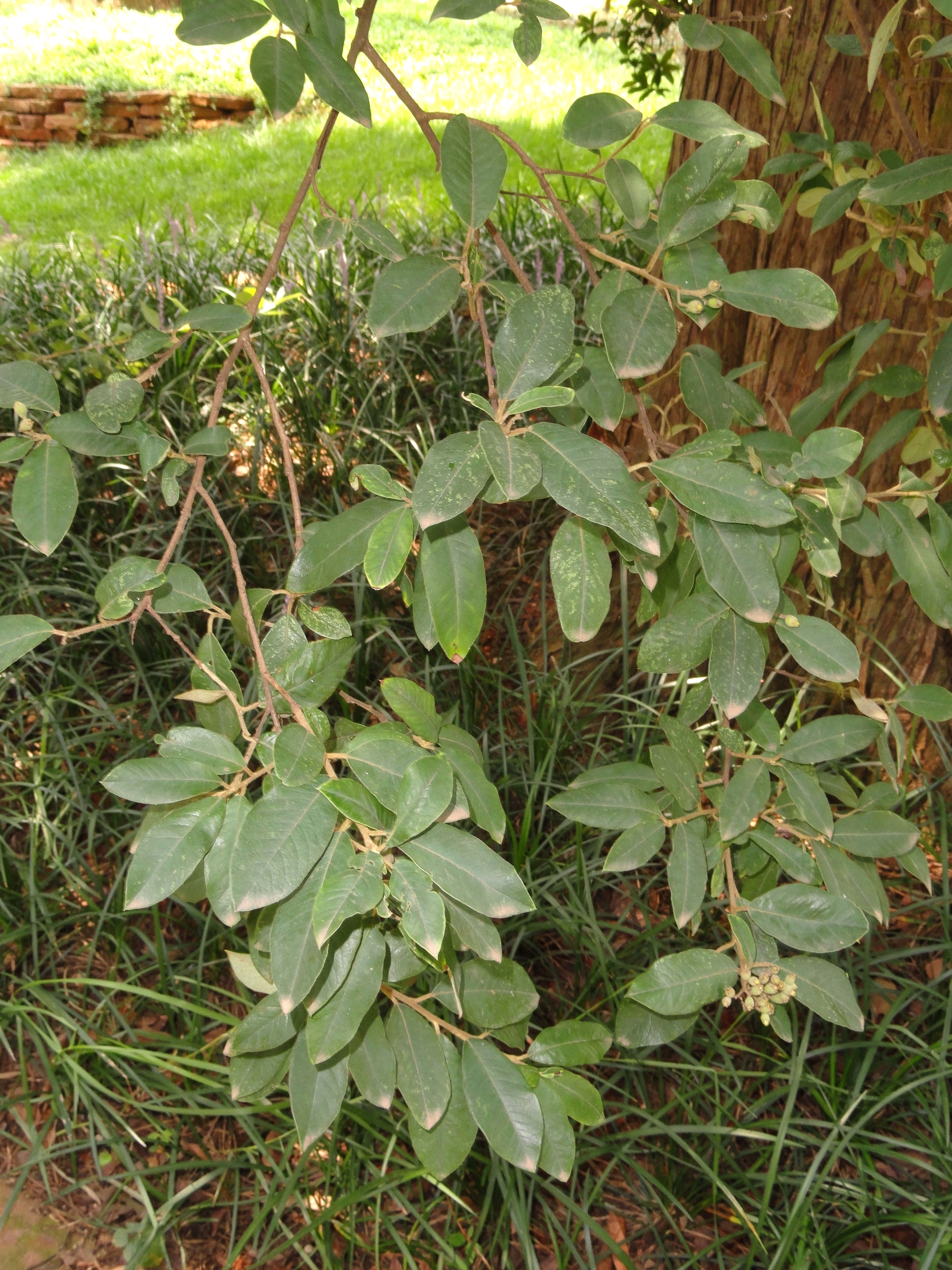
Zweig mit Laubblättern und Fruchtstand

### Erscheinungsbild und Blatt
Dichotomanthes tristaniicarpa ist ein laubabwerfender Strauch oder kleiner Baum, der Wuchshöhen von 2 bis 7 Metern erreicht. Die Rinde der Zweige ist anfangs dicht gelblich-weiß wollig behaart und verkahlt allmählich, später ist sie kahl gräulich-bräunlich bis schwarz. Die kleinen, eiförmigen Knospen sind anfangs wollig behaart und verkahlen allmählich; ihr oberes Ende ist stumpf bis mehr oder weniger spitz.
Die wechselständigen Laubblätter sind in Blattstiel und Blattspreite gegliedert. Der bei einer Länge von 4 bis 6 mm relativ kurze und relativ dicke Blattstiel ist dicht gelblich-weiß wollig behaart. Die einfache Blattspreite ist bei einer Länge von 3 bis 6 cm und einer Breite von 1,5 bis 2,5 cm meist elliptisch bis länglich-lanzettlich, selten verkehrt-eiförmig oder verkehrt-lanzettlich mit keilförmiger bis gerundeter Spreitenbasis und spitzem oder stumpfem oberen Ende, das meist abrupt zugespitzt ist. Der Blattrand ist meist glatt oder selten oberhalb der Mitte spärlich gesägt. Vom Hauptnerv ausgehend biegen sich auf jeder Seite sieben bis zwölf Seitennerven aufwärts hin zum Blattrand. Die Blattunterseite ist anfangs dicht gelblich-weiß wollig behaart, später nur noch dünn behaart oder verkahlend. Die Blattoberseite ist kahl oder besitzt einige Haare nur entlang des Hauptnerves. Die früh abfallenden Nebenblätter sind klein und fadenförmig.

### Blütenstand und Blüte
Die Blütezeit reicht von April bis Mai. In endständigen zusammengesetzten, schirmtraubigen Blütenständen stehen viele Blüten zusammen. Die Rhachis des Blütenstandes ist gelblich-weiß wollig behaart. Die meist früh abfallenden Tragblätter sind häutig und lanzettlich. Direkt unterhalb der Kelchblätter befinden sich zwei Deckblätter. Der 1 bis 3 mm lange Blütenstiel ist gelblich-weiß wollig behaart.
Die zwittrige, radiärsymmetrische, fünfzählige Blüte weist einen Durchmesser von 5 bis 9 mm auf mit doppelter Blütenhülle (Perianth). Der glockenförmige Blütenbecher (Hypanthium) ist 2 bis 3 mm groß und auf beiden Seiten wollig behaart. Die fünf grünen, fleischigen Kelchblätter sind dreieckig mit gezähntem Rand und stumpfem oberen Ende; sie sind kürzer als der Blütenbecher und vergrößern sich bis zur Fruchtreife. Die fünf freien, weißen Kronblätter sind kurz genagelt und bei einer Länge von 3 bis 4 mm fast kreisförmig oder breit eiförmig mit stumpfem oberen Ende oder sie sind ausgerandet. Die selten 15 bis meist 20 Staubblätter sind kürzer als die Kronblätter. Die Staubfäden sind kahl und glatt. Es ist nur ein oberständiges Fruchtblatt vorhanden, das nur zwei aufrechte Samenanlagen enthält; es ist im unteren Bereich flaumig behaart und ist an der Basis des Blütenbechers inseriert. Der einzige Griffel ist kahl und kürzer als die Staubblätter; er steht auf dem Fruchtknoten fast endständig bis seitlich, bei der Fruchtreife fast endständig. Der Griffel ist scheibenförmig-kopfig, gelappt mit unregelmäßigem Rand.

### Frucht und Samen
Die fünf aufrechten Kelchblätter sind auch noch bei Fruchtreife deutlich zu erkennen. Die Früchte enthalten viele Samen. Die  trockene, harte Achäne ist bei einer Länge von 5 bis 7 mm zylindrisch und kahl, außer dem oberen Ende, das leicht kurz flaumig behaart ist. Die bei Reife rote Frucht ist meist vom fleischigen Hypanthium umgeben. Die Früchte reifen in China zwischen August und November. Jede Frucht enthält nur einen abgeflachten Samen.

### Chromosomenzahl
Die Chromosomenzahl beträgt 2n = 34.

## Systematik und Vorkommen

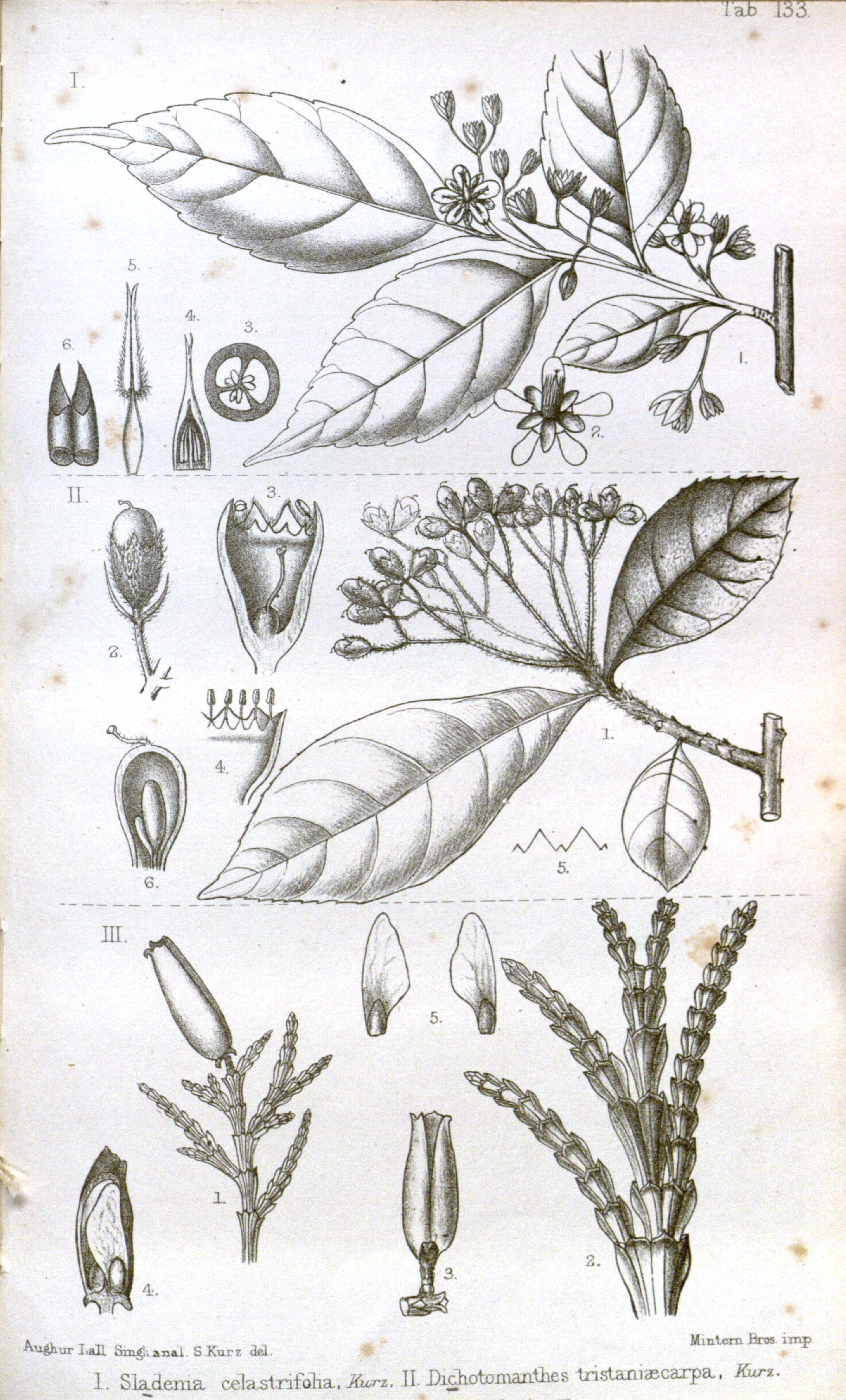
Dichotomanthes tristaniicarpa (fig 2) in der Erstbeschreibung

Die Gattung Dichotomanthes wurde 1873 mit der Erstbeschreibung von Dichotomanthes tristaniicarpa (dort „tristaniaecarpa“ geschrieben) durch Sulpiz Kurz in Journal of Botany, British and Foreign, Volume 11 (127), S. 195 aufgestellt. Dichotomanthes tristaniicarpa ist die einzige Art der Gattung Dichotomanthes aus der Subtribus Pyrinae der Tribus Pyreae in der Unterfamilie Spiraeoideae innerhalb der Familie Rosaceae.
Die drei Varietäten kommen in Wäldern, am Waldrand und an Hängen nur in Höhenlagen zwischen 1300 und 2500 Meter in den chinesischen Provinzen Sichuan und Yunnan vor.
Von der Art Dichotomanthes tristaniicarpa gibt es drei Varietäten:
- Dichotomanthes tristaniicarpa var. glabrata Rehder: Die Endemit kommt an Hängen nur in Höhenlagen zwischen 1300 und 1500 Meter in Simao Xian im südlichen Yunnan vor.
- Dichotomanthes tristaniicarpa var. inclusa L.H.Zhou & C.Y.Wu: Die Varietät wurde erst 2006 in Li Hua Zhou & Cheng Yih Wu: Flora Yunnanica, Volume 12, S. 801 (303) aus der Provinz Yunnan beschrieben.
- Dichotomanthes tristaniicarpa Kurz var. tristaniicarpa: Sie kommt in Mischwäldern, an den Rändern immergrüner Wälder und auf offenen Hängen in Höhenlagen zwischen 1500 und 2500 Meter in den chinesischen Provinzen Sichuan und Yunnan vor.